# 吉田美紀子
吉田 美紀子（よしだ みきこ、2月28日 - ）は、日本の漫画家。
山形県出身。埼玉県在住。
主に竹書房、芳文社、双葉社、ぶんか社などの4コマ漫画誌で作品を発表している。また、秋田書店でかつて発行されていた、隔月刊『全部ホンネの笑える話』では、さかもとみゆきと共に表紙の中心イラストを担当していた。
介護ヘルパーの資格を取り、40代に入ってから（それまで年齢は非公表だった）介護職と漫画家のダブルワークをしている。以降は、高齢者住宅新聞などで介護をテーマとしたエッセイ漫画を発表している。

## 連載が終了した作品リスト
- それいけ!ダイエッターズ（フォアミセス…秋田書店）
- お気楽!ペットあらかると（別冊本当にあった笑える話…ぶんか社）
  - 「吉田美紀子のあにまるパレード」の題名で2007年発行 ISBN 978-4821184811
- まりこの恋人（まんがライフ…竹書房）
  - 第1巻 2000年発行 ISBN 4812453542
  - 第2巻 2002年発行 ISBN 4812456576
- 若奥様はテスト中（まんがライフオリジナル…竹書房）
  - 第1巻 2000年発行 ISBN 4812454395
  - 第2巻 2002年発行 ISBN 4812456452
- あいあいハウス（まんがくらぶオリジナル…竹書房）
  - 第1巻 2001年発行 ISBN 4812455189
  - 第2巻 2002年発行 ISBN 4812457246
- オフィス獅子谷（まんがくらぶオリジナル…竹書房）
- 裸眼でGO!（まんがライフ、まんがライフMOMO）…竹書房）
- ファイト!息ぎれOL（まんがライフオリジナル…竹書房）
- おかたづけマンボ!（まんがライフMOMO…竹書房）
- えんれんCafe（まんがタイムスペシャル…芳文社）
  - 第1巻 2008年発行 ISBN 978-4832266810
- とらぶるツインズ（まんがタイムナチュラル…芳文社）
- プリティ・ママがライバル!（「ママがライバル」から改題）（まんがホーム…芳文社）
- 花ざかり課長さま（「課長が一番」から改題）（まんがタイムスペシャル…芳文社）
  - 第1巻 2000年発行 ISBN 4832261622
  - 第2巻 2000年発行 ISBN 4832261827
  - 第3巻 2002年発行 ISBN 4832262378
- メルヘン父さん（まんがホーム…芳文社）
- あゆみのヒーロー（まんがタウンオリジナル…双葉社）
  - 単巻 2004年発行 ISBN 4575939218
- 不思議なシスター（まんがタウンオリジナル…双葉社）
- 女子校育ち（みこすり半劇場別館…ぶんか社）
  - 単巻 2005年発行 ISBN 4821181401
- 70'愛ライフ（まんがタウン…双葉社）
  - 第1巻 2009年発行 ISBN 978-4575942538
- ちびまま（主任がゆく!スペシャル…ぶんか社）
  - 第1巻 2011年発行 ISBN 978-4821171620
- 40代女性マンガ家が訪問介護ヘルパーになったら 2015年発行 (双葉社)ISBN 978-4575308709
- 中年マンガ家ですが介護ヘルパー続けてます  (双葉社)ISBN 978-4575313888